# هارفي ليونارد
هارفي ليونارد (بالإنجليزية: Harvey Leonard)‏  عالم أرصاد أمريكي، ولد في 1949.